# Macaire II de Jérusalem
Macaire est consacré patriarche de Jérusalem d'abord en 552, pour 2 ou 6 mois, après la mort de Pierre. Il est expulsé pour origénisme mais de nouveau en poste après la mort d'Eustochius, 563-564 – c. 575 (mais 567-568 pour van Esbroeck).

## Doctrine
On peut supposer par la Vie de saint Sabas de Cyrille de Scythopolis, que Macaire était un "protoctiste" (origéniste modéré), et non un "isochrist" (origéniste extrême); en effet, bien qu'il ait été moine de la Nouvelle-Laure, alors que les protoctistes (comme Isidore) venaient de la laure de saint Firmin, sa réinstallation sur le trône patriarcal à la place d'Eustoche, suppose qu'il ait consenti à certains compromis. Ces subtiles nuances théologiques sont expliquées sur la page Origénisme.

## Une allusion historique à Macaire II?
En 1985, van Esbroeck reconnaît que le Yostos de la lettre envoyée de Jérusalem par l'évêque arménien Grégoire d'Arzrouni n'est pas Eustochius, mais pourrait être Macaire II.